# Bundesautobahn 895
Pour les articles homonymes, voir A895.
La Bundesautobahn 895 était le projet d'une Bundesautobahn dans le Land de Bade-Wurtemberg.

## Histoire
L'autoroute au sud-ouest d'Ulm était censée relier la Bundesautobahn 86 et la Bundesautobahn 89, également des projets. À la place, la K 9915 remplace ce projet. Elle relie la Bundesstraße 311 et la Bundesstraße 30, développés comme autoroute de remplacement.